# Монік Албукерке
Монік Албукерке (порт. Monique Albuquerque; нар. 11 вересня 1991) — колишня бразильська тенісистка.
Найвищу одиночну позицію світового рейтингу — 490 місце досягла 6 червня 2011, парну — 315 місце — 6 червня 2011 року.
Здобула 6 парних титулів.

## Фінали ITF
| Турніри $25,000 |
| Турніри $10,000 |

### Парний розряд: 14 (6–8)
| Результат | Ранг | Дата              | Турнір                        | Покриття | Партнерка                | Суперниці                               | Рахунок                |
| --------- | ---- | ----------------- | ----------------------------- | -------- | ------------------------ | --------------------------------------- | ---------------------- |
| Поразка   | 1.   | 6 жовтня 2008     | Можі-дас-Крузіс, Бразилія     | Ґрунт    | Паула Крістіна Гонсалвеш | Карен Кастібланко Аранса Салут          | 3–6, 1–6               |
| Поразка   | 2.   | 27 липня 2009     | Кампус-ду-Жордау, Бразилія    | Ґрунт    | Паула Крістіна Гонсалвеш | Ларісса Карвальйо Вівіан Сегніні        | 6–3, 1–6, [7–10]       |
| Перемога  | 1.   | 29 серпня 2009    | Баруері, Бразилія             | Тверде   | Роксане Вайзенберг       | Майлен Ору Фернанда Ерменежилду         | 7–6(9–7), 7–5          |
| Поразка   | 3.   | 17 жовтня 2009    | Бауру, Бразилія               | Ґрунт    | Роксане Вайзенберг       | Вероніка Сп'єхель Емілія Йоріо          | 4–6, 3–6               |
| Перемога  | 2.   | 24 жовтня 2009    | Белу-Оризонті, Бразилія       | Ґрунт    | Роксане Вайзенберг       | Вероніка Сп'єхель Емілія Йоріо          | 6–7(4–7), 6–1, [14–12] |
| Поразка   | 4.   | 23 липня 2010     | Бразиліа, Бразилія            | Тверде   | Роксане Вайзенберг       | Ана Клара Дуарте Фернанда Ерменежилду   | 2–6, 4–6               |
| Поразка   | 5.   | 31 липня 2010     | Кампус-ду-Жордау, Бразилія    | Тверде   | Роксане Вайзенберг       | Фернанда Фарія Паула Крістіна Гонсалвеш | 3–6, 2–6               |
| Перемога  | 3.   | 8 серпня 2010     | Бразиліа, Бразилія            | Тверде   | Фернанда Ерменежилду     | Фернанда Фарія Паула Крістіна Гонсалвеш | 7–6(7–5), 6–4          |
| Перемога  | 4.   | 18 вересня 2010   | Itapema, Бразилія             | Ґрунт    | Роксане Вайзенберг       | Марія Фернанда Алвеш Наталія Ченґ       | 6–3, 6–3               |
| Перемога  | 5.   | 15 жовтня 2010    | Сан-Паулу, Бразилія           | Ґрунт    | Вівіан Сегніні           | Наталія Россі Барбара Руш               | 6–4, 6–4               |
| Поразка   | 6.   | 20 листопада 2010 | Нітерой, Бразилія             | Ґрунт    | Фернанда Ерменежилду     | Марія Фернанда Алвеш Ана Клара Дуарте   | 4–6, 4–6               |
| Поразка   | 7.   | 1 квітня 2011     | Рібейран-Прету, Бразилія      | Ґрунт    | Ізабела Міро             | Габріела Се Ірина Хромачова             | 2–6, 4–6               |
| Перемога  | 6.   | 27 травня 2011    | Ітапаріка (острів), Бразилія  | Тверде   | Аранса Салут             | Роксане Вайзенберг Вівіан Сегніні       | 6–3, 4–6, [11–9]       |
| Поразка   | 8.   | 27 червня 2011    | Сан-Жозе-дус-Кампус, Бразилія | Ґрунт    | Фернанда Фарія           | Карла Форте Марія Фернанда Алвеш        | 4–6, 6–0, 4–6          |